# Kenneth Hall
Kenneth Octavius Hall (24 de abril de 1941) es un político jamaiquino que ostentó el cargo de Gobernador General de Jamaica desde el 15 de febrero de 2006 hasta el 26 de febrero de 2009.
Fue Director del Campus Mona de la Universidad de las Indias Occidentales y profesor de historia por muchos años, habiendo trabajado en la Universidad Estatal de Nueva York, en Oswego. 
El 13 de enero de 2009 presentó su renuncia como Gobernador General debido a problemas de salud.
| Predecesor: Howard Cooke | Gobernador General de Jamaica 2006 – 2009 | Sucesor: Patrick Allen |